# Sanje
Sanje so namišljeno doživetje zvokov, slik ali drugih občutkov med spanjem. Zgodijo se v zadnji, peti fazi spanja, REM (»Rapid Eye Movement« oz. spanje s hitrim premikanjem oči) fazi. V tej fazi spanja je dejavnost možganov zelo visoka. Sanjamo tudi v drugih fazah spanja, a so te iz REM faze najbolj žive in si jih najlaže zapomnimo. Sanje se pojavljajo pri ljudeh, večini sesalcev in pri nekaterih vrstah ptičev. Posameznik po navadi ne more kontrolirati sanj. Izjema tukaj je lucidno sanjanje, v katerih posameznik spozna da sanja in lahko do neke mere kontrolira sanjsko okolje. Posamezniki lahko občutijo močne občutke med sanjanjem. Sanje, ki povzročijo občutek strahu ali nelagodja, imenujemo môra.
Človek se je že od nekdaj zanimal za sanje. O njih je bila osnovana celo znanost, ki pa se je sčasoma izgubila. A vseeno zanimanje za sanje ni nikoli prenehalo.

## Sanje in spanje
Med spanjem sanjamo vsi sesalci in smo t. i. dejavni opazovalci slik. Naše sanje so lahko mentalne narave, ponavljajoče se, moreče, telepatske, spomin na resnično dejavnost in podobno – s svojo »močjo« lahko zelo vplivajo na človekovo duševno stanje, čeprav se tega večina ne zaveda. Čemu pa pravzaprav služijo, je v tem trenutku še popolnoma odprto vprašanje.
Vsi ljudje oz. kar vsi sesalci sanjamo. Čas spanja, ki ga zapolnjujejo sanje, je pri človeku 90 do 120 minut na noč, pri živalih pa se spreminja glede na njihovo velikost (npr. miš sanja okoli 10 min, maček 24, slon 120).
Spanje in budnost se menjavajo kot sestavini biološkega ritma, v katerem je spanje čas za obnavljanje, budnost pa čas za dosežke. Spanje je nujno, saj si z njim naberemo novih moči in smo tako bolj pripravljeni za funkcioniranje. Spanje pa nas ne osveži toliko, če imamo skrbi in odgovornosti, zato predvsem v srednjih in kasnejših letih slabše spimo.
Spanje je čas, ko možgani sebi in telesu ukažejo počitek. Po navadi zaspimo takrat, ko nas ritem budnosti in spanja prisili, da čutimo zaspanost. Če je telo prikrajšano za tak »oddih«, lahko kasneje to nadomestimo z daljšim in globljim spancem. S tem vrnemo možganom njihove moči. Ko zaspimo, postane telo nedejavno (izključijo se misli, čuti, dejavnost), zenice se zožijo, očesno jabolko se obrne navzgor (veke se spustijo in zunanji dejavniki ne morejo več vplivati na oči), zmanjšajo se izločanje sline, srčni utrip, poraba kisika, dihanje, telesna temperatura in adrenalin. Poveča pa se količina somatropina, hormona za gradnjo telesa, zato pravimo, da ponoči rastemo. V možganih se okrepijo spominske sledi preživetega dneva, vendar nove in globlje ne nastajajo.
V sanjah smo dejavni opazovalci slik. Čeprav od rojstva slepi ljudje v sanjah ne vidijo, pa med spanjem vseeno živijo v fantazijskem svetu, tako kot vsi drugi. Že od nekdaj velja prepričanje, da sanje napovedujejo prihodnost in vsebujejo simbole.
Razlagalce sanj so cenili že od davnine. Tako je tudi faraon ves zaskrbljen Jožefu pripovedoval o svojih sanjah. Sanjal naj bi sedem debelih in sedem suhih krav. Jožef mu je iz tega napovedal prihodnost in se tako zapisal v večnost. Na začetku 20. stoletja je zanimanje za sanje naraslo, najverjetneje zaradi del Sigmunda Freuda in Carla Gustava Junga, ki sta upala, da bi lahko na osnovi razumevanja sanjskih simbolov znala pomagati ljudem z duševnimi težavami. Vendar se njuni upi niso uresničili; sodobni psihiatri pri razumevanju težav svojih pacientov namreč izhajajo iz resničnosti občutkov v budnem stanju, odnosov in vedenja. Zanimanje za sanje se je v 50. letih 20. stoletja ponovno povečalo, predvsem zaradi novejših raziskav o spanju. Dve vrsti spanja, ki ju vsi doživljamo, se vsako noč izmenjata štirikrat ali petkrat. Faza REM obsega okoli 20 % vsega prespanega časa. Če človeka zbudimo med to fazo, nam bo najverjetneje opisal svoje sanje.
V obdobju REM, ki traja 5–30 minut, se naše oči sunkovito premikajo, hkrati pa se nam tudi krčijo prsti na nogah in rokah ter obrazne mišice. Čeprav je celotno telo omrtvičeno, pri moških nabrekne penis, pri ženskah pa se poveča nožnični izcedek.
Ljudje imamo različne potrebe po spanju. Dojenčki večinoma prespijo 14 do 16, odrasli pa 7 do 8 ur na dan. Mladi odrasli navadno nimajo težav s spanjem, pri starosti 50 let pa kar 25 % žensk in 15 % moških ni zadovoljnih s kakovostjo svojega spanja. Njihov počitek mnogo lažje zmotijo hrup ali pijače s kofeinom. Ne gre zanemariti tudi skrbi in potrtosti, ki motijo spanje pri vsaki starosti. Ljudje že od nekdaj jemljejo omamne snovi, vključno z alkoholom, da bi bolje spali, vendar je prevelika odvisnost od njih lahko nevarna – priporočena je le občasna uporaba.

## Ko zaspimo
Veliko število sanj se pojavlja v trenutku, ko zaspimo. Dosti ljudi sanja, da padajo v globino, kar jih lahko zelo vznemiri. Res je, da to lahko pomeni veliko različnih stvari, vendar pa gre največkrat le za to, da smo ravnokar padli v spanec, pri čemer se naše telo sprošča in pomirja.
Stopnja, na kateri naše zadnje budne misli postanejo naše prve sanje, je zelo zanimiva. Lahko se potrudimo, in jo poskusimo zaznati, ko nastopi. Ta proces nikakor ne moti človekovega sproščanja, ampak mu je celo v pomoč. Prvi vstop v spanec prve stopnje ne vsebuje REM spanja, kjer nastopajo jasne sanje. Sanje so v tem začetnem obdobju nekoliko krajše od sanj v REM fazi. Vprašati se je tudi pametno ali obstaja kakšna pomembna povezava med tistim, kar se dogaja v naši zavesti in v sanjah, ki so njeno nadaljevanje - povezava, ki kaže kako se določen vidik našega življenja odraža v naši notranjosti. Vzeti na znanje je potrebno tudi to, da so prebujajoče sanje lahko posledica zunanjih dejavnikov (npr. budilke). Zvok zvonca namreč utegne popačiti sanje. Nekateri strokovnjaki smatrajo, da so prve sanje, ki se pojavijo, ko hočemo zaspati (nedoločene podobe, glasovi ipd.) le nekaj več od tistega, kar je sir Peter Medawar imenoval »zbiranje miselnih prvin brez kakršnegakoli pomena«.

## Razlage sanj v antiki
Že od najzgodnejših začetkov so človeka prevzemale njegove sanje. Včasih so ljudje verjeli da sanje pošilja bog. Celo danes so sanje zavite v skrivnost, to pa jih ločuje od našega vsakdanjega življenja. Sanje so za nas tudi danes tako pomembne kot nekoč. Prvi pisani zakoniki o človekovem življenju kažejo, da so imele sanje že od nekdaj prav posebno moč za ljudi. Stari Egipčani so verjeli, da so sanje sporočila bogov (boga sanj so imenovali Bes) in so že 1300 let pr. n. št. izdelali prvo sanjsko knjigo bogov z več kot 200 razlagami teh sporočil. Egipčanski razlagalci sanj so zagovarjali teorijo nasprotij: npr. sanjati o smrti je bilo znamenje dolgega življenja. Da sanjski simboli pogosto temeljijo na sistemu nasprotnih simbolov, je trdil tudi veliki utemeljitelj sodobne teorije o sanjah, Sigmund Freud.
Svoje sanjske knjige so imeli tudi Asirci – znano je, da je bilo v knjižnici asirskega kralja Asurbanipala najti tovrstne knjige še iz leta 2000 p. n. š.; celo njegova osebna sanjska knjiga naj bi bila eden glavnih virov Grku Artemidorusu, ki je napisal najznamenitejšo sanjsko knjigo antičnega sveta.
Grki so v svoji strastni želji po razumski razlagi, uporabili egipčanske, asirske, židovske (zapisane v stari zavezi), babilonske in perzijske teorije o sanjah. Vsaka kultura pa si je po svoje razlagala sanjske simbole (npr. kača je lahko pomenila bolezen in sovraštvo ali angelsko zaščito ali dvakrat večji dobiček ali pa razrešitev spora sanjalcu v prid). Grki so prav tako verjeli, da so sanje božanska sporočila. Zelo znana zapisovalca znanih sanj sta bila Homer in Herodot. Grškega izvora je tudi sodobna misel o sanjah kot razodetju človekove resnične narave.

## Kje nastajajo sanje
Center za sanje po mnenju švicarskih raziskovalcev leži v zadnjem delu možganov, blizu vidnega centra oz. področja, ki je odgovorno za prepoznavanje obrazov in okolice, pa tudi za čustva in vizualni spomin. Vse našteto pa je nekakšna zbirka osnovnih »potrebščin« za sanjanje. Vendar pa eden izmed raziskovalcev, dr. Claudio Basetti poudarja: »Kako sanje v resnici nastanejo in čemu služijo, je v tem trenutku še popolnoma odprto vprašanje.« Dodaja tudi, da bo za natančnejše zaključke potrebno še veliko raziskav in da njihovo odkritje ponuja samo izhodišče za nadaljnje iskanje in raziskovanje »sanjskega centra«.

## Lovilci sanj
Pripadniki starih kultur so sanjam pripisovali veliko večji pomen, kot realnosti. Prepričani so bili, da je sanjski svet živa vez z onostranstvom, sanje pa sporočila božanskih bitij in duhov preminulih sorodnikov, ki učijo globoke življenjske modrosti. Poznali so veliko načinov, s katerimi so si skušali sanje zapomniti in prodreti v najgloblje plasti njihove sporočilne vsebine, ameriški Indijanci pa so v ta namen izdelovali lovilce sanj.
Stara legenda pravi, da je Iktomi, veliki učitelj modrosti, nekoč v davni preteklosti pletel mrežo. Med delom se je v neki viziji prikazal staremu vraču iz plemena Lakota in ga ogovoril v svetem jeziku. Pripovedoval je v številnih kozmičnih energijah, ki nas spremljajo v krogu življenja in delujejo v vseh življenjskih obdobjih. Mnoge sile so dobre, mnoge slabe. Ko smo budni, vplivajo na naše naravnanosti, v stanju sna, ko je naš duh odprt in občutljiv, pa lebdijo nad nami in tkejo sanje. Če prisluhnemo dobrim in se po njih ravnamo, nas usmerjajo na pravo pot. Ko je Iktomi mrežo dokončal, jo je dal staremu vraču, ta pa jo je skupaj z zgodbo prenesel svojim ljudem. Popolni krog je imel v sredini luknjo. Dobro se ujame v mrežo, zlo se v luknji uniči in ni več del našega življenja.
Lovilec sanj je ročno izdelan predmet, ki temelji na obroču iz vrbovih šib, v katerega je vpletena mreža, okrašena s perjem, zvončki, biseri, barvnimi perlami in drugimi okrasnimi predmeti. Velja za enega najstarejših simbolov spominjanja in obdelave sanj, ki se uporablja za zadrževanje pozitivnih energij. Obesi se ob oknu v spalnici, kot talisman pa v avtomobilu ali na hišnem pragu.
Mnogi verjamejo, da se v mrežo ujamejo številne sanje, od katerih si zapomnimo samo najlepše, neprijetne in moreče pa se izgubijo ob prvi jutranji svetlobi. Drugi verjamejo, da se v njej ustavijo vse dobre ideje, cilji in želje, da v njej lebdijo vsi prijetni spomini, izkušnje in znanje, ki po perescih počasi spolzijo naravnost do osebe, ki sanja.
Sodobni človek svoje sanje pogosto pozablja, saj se je naučil zanikati vrednost lastne notranje modrosti. Indijanci nad posteljo lovijo svoje sanje in še danes povsem izgubijo občutek identitete z družino, plemenom in celotno skupnostjo, če se ločijo od svoje sanjske tradicije. A ko jih kdo vpraša za nasvet, kako ujeti svoje sanje, je odgovor preprost: verjeti moraš vanje!